# Hébécrevon
Hébécrevon är en kommun i departementet Manche i regionen Normandie i norra Frankrike. Kommunen ligger i kantonen Marigny som tillhör arrondissementet Saint-Lô. År 2018 hade Hébécrevon 1 134 invånare.

## Befolkningsutveckling
Antalet invånare i kommunen Hébécrevon
| Referens: INSEE |